# Stazione di Bari Torre a Mare
Stazione di Bari Torre a Mare vasútállomás Olaszországban, Bari településen.

## Vasútvonalak
Az állomást az alábbi vasútvonalak érintik:
- Ancona–Lecce-vasútvonal

## Kapcsolódó állomások
A vasútállomáshoz az alábbi állomások vannak a legközelebb:
- Stazione di Bari San Giorgio
- Stazione di Mola di Bari